# Suzuki SX4
Suzuki SX4 – samochód osobowy typu crossover segmentu B marki Suzuki powstały we współpracy z FIATem zaprezentowany podczas Międzynarodowej Wystawy Samochodowej w Paryżu w 2006 roku. Następcą tego modelu jest Suzuki S-Cross.

## Historia modelu

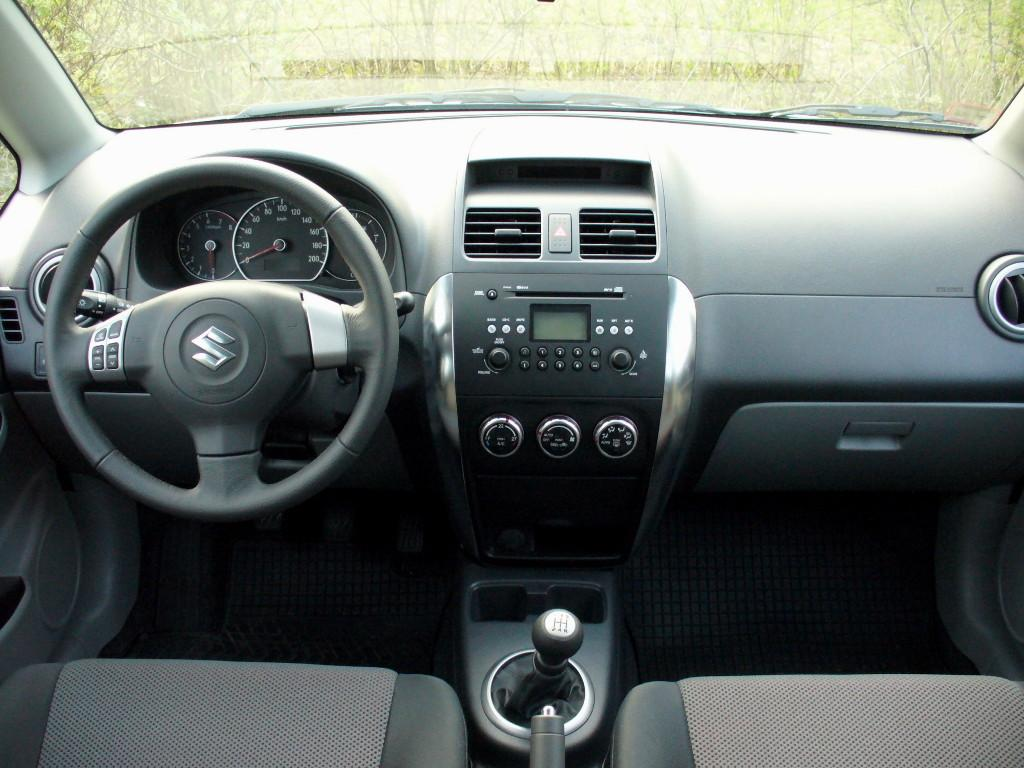
Wnętrze SX4

W 2007 roku podczas targów motoryzacyjnych w Nowym Jorku zaprezentowano odmianę sedan pojazdu. Nadwozie pojazdu zaprojektowane zostało przez włoskie biuro Italdesign Giugiaro Giorgetto Giugiaro, a w opracowywaniu samochodu udział miał także koncern FIAT, dla którego Suzuki produkowało w latach 2006–2014 bliźniaczy model Sedici. Wkład FIATA obejmował silniki wysokoprężne o pojemności 1.9 i 2.0 i skojarzone z nimi 6-biegowe przekładnie manualne.

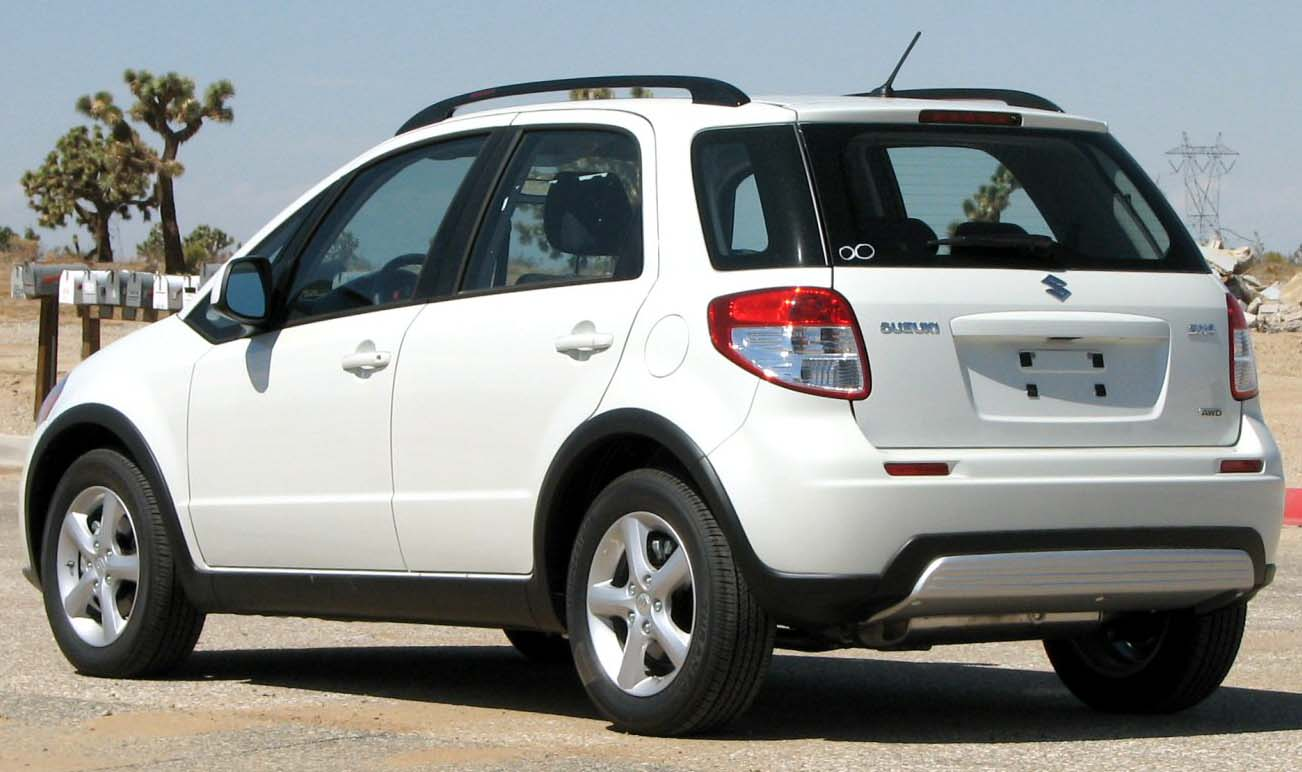
Tył Suzuki SX4 w wersji crossover (USA)

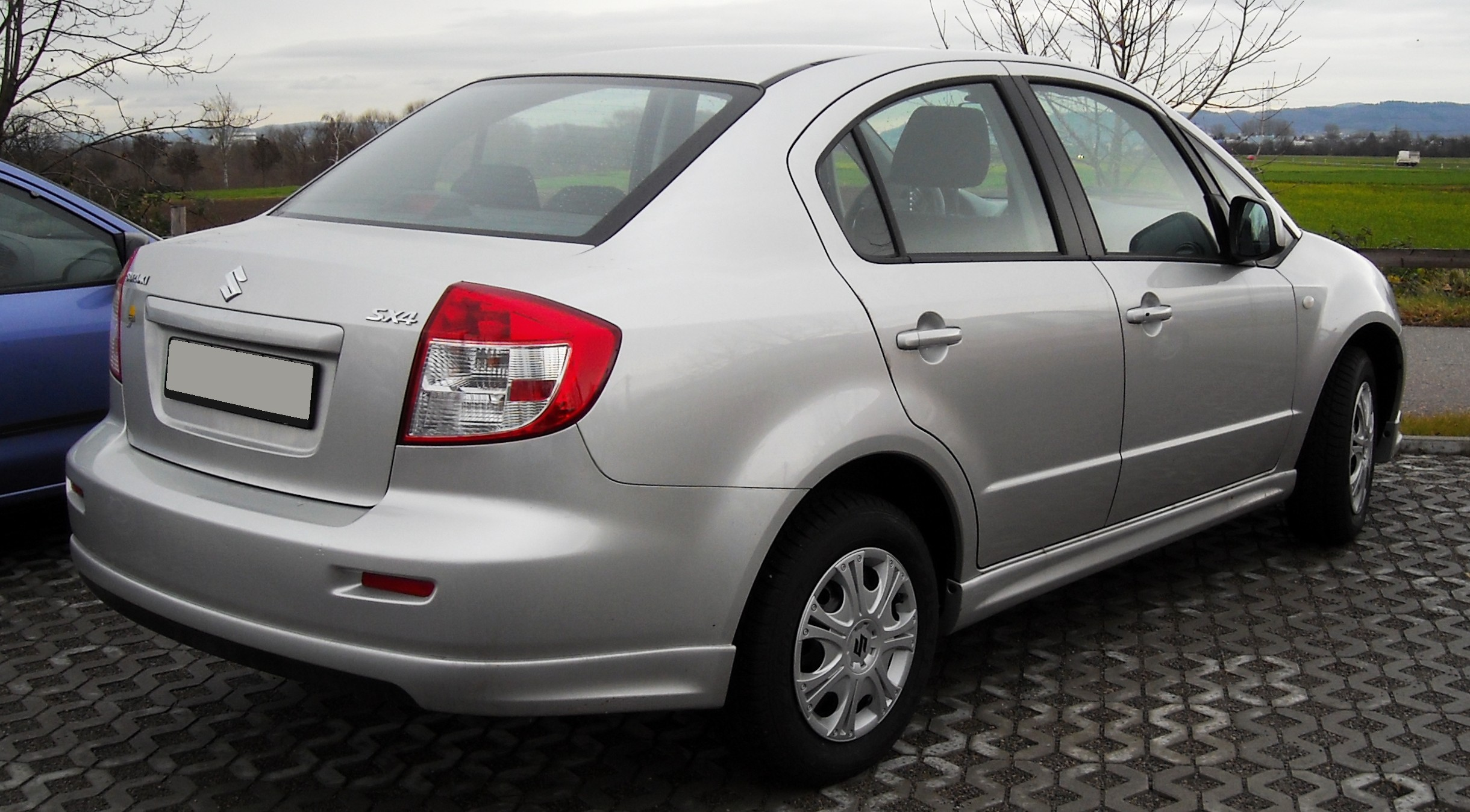
Suzuki SX4 sedan

W 2009 roku samochód przeszedł face lifting. Silnik Diesla 1.9 DDiS (Fiat 1.9 JTDm), został zastąpiony nowym, bardziej ekonomicznym i mocniejszym silnikiem 2.0 DDiS (Fiat 2.0 MultiJet). Zastosowano także nowy benzynowy silnik 1.5, wykorzystujący system zmiennych faz rozrządu VVT, a w benzyniaku 1.6 podniesiono moc o 13 KM. Oprócz tego poprawiono m.in. wygłuszenie wnętrza i silnika, zmieniono zderzak przedni, atrapę chłodnicy, zastosowano nowy zestaw wskaźników, oraz panel sterowania klimatyzacją.
W 2012 roku dokonano modernizacji. Do gamy silnikowej dołączył nowy motor 1.5 o mocy 112 KM. Standardem dla wszystkich samochodów z silnikiem 1.6 120 KM stał się pakiet Ourdoor, który obejmował m.in. listwy drzwiowe i progowe, osłony nadkoli i zderzaków  ze srebrnymi nakładkami i relingi dachowe. Ponadto do niektórych odmian dołożono seryjny system ESP.
W 2013 roku Suzuki rozpoczęło przebudowę gamy i bardziej przejrzyste zhierarchizowanie gamy crossoverów, które rozpoczęła prezentacja kompaktowego i plasowanego wyżej od SX4 modelu SX4 S-Cross. Auto okazało się jednak nie być następcą włosko-japońskiego miejskiego crossovera, dlatego produkcja SX4 pod nazwą SX4 Classic trwała jeszcze do końca 2014 roku, czyli czasu prezentacji właściwego następcy – pokazanego w październiku 2014 na Międzynarodowym Salonie Samochodowym w Paryżu modelu pod wskrzeszoną nazwą Vitara. Koniec produkcji SX4 jest jednocześnie zakończeniem współpracy japońskiej marki z Fiatem (w 2014 roku zakończy się także współpraca Suzuki z Oplem).
Wersje wyposażeniowe dostępne w Polsce (na rok 2014)
- Comfort
- Comfort Plus
- Premium

Wcześniejsze wersje wyposażeniowe
- GLX
- GS

### Edycje limitowane
- Moonlight Edition
- Topline Edition
- Explore
- WRC Limited Edition

Do niemieckich salonów Suzuki trafiło w 2008 roku 500 egzemplarzy Suzuki SX4 WRC Edition. Nie chodzi o serię bolidów WRC homologowanych do zwykłego ruchu ulicznego, ale wyłącznie o limitowaną edycję standardowego modelu w rajdowej kolorystyce.
Pod maską nie znajdziemy turbodoładowanej jednostki benzynowej, ale zwykłą 4-cylindrową wolnossącą benzynówkę o pojemności 1,6 l oferującą moc 79 kW (107 KM) i moment obrotowy 145 Nm.
Od standardowego SX4 wcielenie WRC Edition wyróżnia się jedynie dzięki walecznej kolorystyce, 16-calowym alufelgom w białym kolorze z oponami 205/60 R 16 oraz ospojlerowaniu. Zestaw stylistyczny obejmuje nakładki pod zderzakami i progami oraz spojler dachowy nad tylną szybą. We wnętrzu znajdziemy nową rękojeść lewarka zmiany biegów i kilka karbonowych akcesoriów.

## Suzuki SX4 WRC

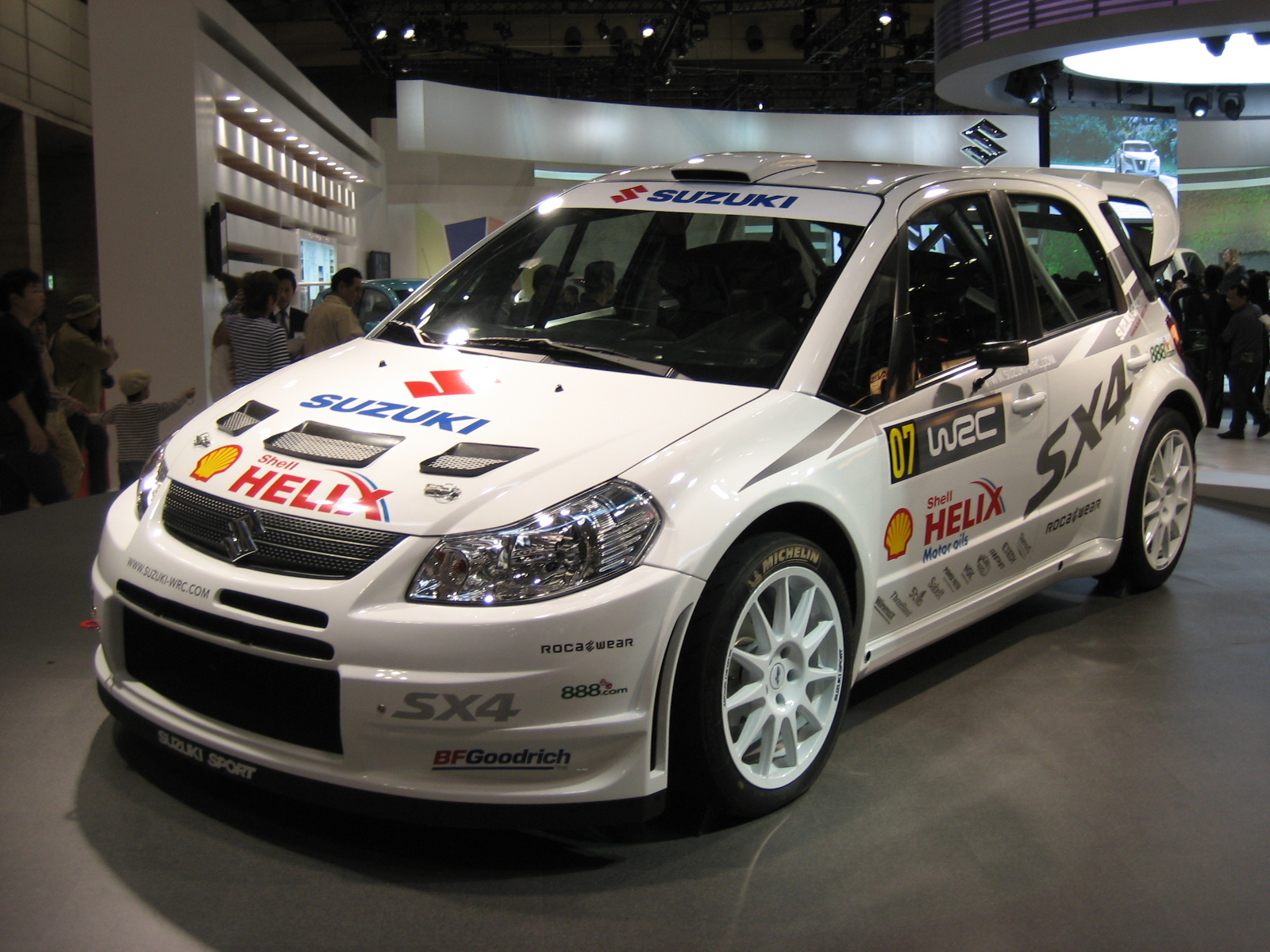
Suzuki SX4 WRC

W sezonie 2008 Rajdowych Mistrzostw Świata Suzuki World Rally Team startowało samochodem WRC zbudowanym w oparciu o SX4. Zastosowano dwulitrowy turbodoładowany silnik i napęd AWD.